# Adagio per a orquestra
Adagio per a orquestra, JW VI/5, és una peça orquestral composta per Leoš Janáček el 1891. Es va estrenar el 20 de desembre de 1930 per la Orquestra de la Ràdio de Brno dirigida per Břetislav Bakala. Dura aproximadament sis minuts.

## Origen i context
Břetislav Bakala es va topar amb aquesta breu obra orquestral, que va interpretar com una possible obertura alternativa per a l’òpera Šárka. El manuscrit, copiat per Josef Štross com la resta de materials de l’òpera, compartia clarament el mateix llenguatge musical. Janáček va identificar aquesta peça com a Skladba [Composició], datada de 1890, en la seva autobiografia de 1924, on apareix entre altres treballs per a orquestra. Una altra lectura, proposada per Vogel en la seva biografia del compositor, apunta que podria haver estat escrita en un moment de gran aflicció, potser arran de la mort del seu segon fill, Vladimír. Tanmateix, no hi ha cap raó aparent perquè Janáček hagués necessitat una nova obertura per a Šárka, ja que la que va conservar encaixa plenament amb l’inici vocal de l’òpera i funciona de manera molt cohesionada.
Tot i que sovint es presenta com la primera aportació orquestral significativa de Janáček, l'obra reflecteix encara una forta dependència dels models del romanticisme tardà i no anticipa els trets estilístics que definirien el seu llenguatge madur. L’ús de l’orquestració i el discurs temàtic segueixen convencions establertes, amb poc rastre de la radicalitat formal i harmònica que més endavant caracteritzaria la seva música.

## Anàlisi musical
L'Adagio per a orquestra es presenta com una mostra clara del patetisme del romanticisme tardà. L'estructura es construeix sobre una pulsació lenta i una tonalitat de re menor —inusual en el catàleg de Janáček—, que reforça l'atmosfera lúgubre. El que podria semblar un tema principal és insinuat pel fagot, envoltat per una paleta sonora discreta: violes apagades, tremolo de violoncels i un ritme de marxa fúnebre marcat per un contrabaix en pizzicato.